# Anolis paternus
Anolis paternus (попелястий кущовий аноліс) — вид ігуаноподібних ящірок родини анолісових (Dactyloidae). Ендемік Куби.

## Підвиди
Виділяють два підвиди:
- Anolis paternus paternus Hardy, 1967 — острів Ісла-де-ла-Хувентуд;
- Anolis paternus pinarensis Garrido, 1975 — крайній захід Куби.

## Поширення і екологія
Попелясті кущові аноліси мешкають на крайньому заході Куби та на сусідньому острові Ісла-де-ла-Хувентуд. Вони живуть в саванах та на луках, трапляються на плантаціях і в садах та поблизу людських поселень.